# هونكي تونك مان (مصارع)
وين فارس (بالإنجليزية: The Honky Tonk Man)‏ (25 يناير 1953) يعرف أكثر باسم هونكي تونك مان هو مصارع محترف أمريكي كان أول ظهور له في حلبات المصارعة عام 1977 ولقد صارع في عده اتحادات منها اتحاد دبليو سي دبليو واتحاد دبليو دبليو إي.

## روابط خارجية
- هونكي تونك مان على موقع IMDb (الإنجليزية)
- هونكي تونك مان على موقع ميوزك برينز (الإنجليزية)
- هونكي تونك مان على موقع قاعدة بيانات الفيلم (الإنجليزية)
- هونكي تونك مان على موقع دبليو دبليو إي (الإنجليزية)
- هونكي تونك مان على موقع WrestlingData.com (الإنجليزية)
- هونكي تونك مان على موقع CageMatch worker (الإنجليزية)
- هونكي تونك مان على موقع قاعدة بيانات المصارعة على الإنترنت (الإنجليزية)
- هونكي تونك مان على موقع عالم المصارعة على الإنترنت (الإنجليزية)
- هونكي تونك مان على موقع عالم المصارعة على الإنترنت (الإنجليزية)

- الموقع الرسمي